# Месажеро (солунски вестник)
„Месажеро“ (на ладино: Mesagero, в превод Вестител) е еврейски ладински вестник, излизал в Солун, Гърция от 1935 година.
Вестникът е ежедневник. Преустановява излизането си с германската окупация на страната в 1941 година.